# Sadocepheus yakuensis
Sadocepheus yakuensis is een mijtensoort uit de familie van de Cepheidae. De wetenschappelijke naam van de soort werd voor het eerst geldig gepubliceerd in 2006 door Aoki.